# Henrique Arlindo Etges
Henrique Arlindo Etges (Venâncio Aires, 15 de março de 1966), mais conhecido apenas como Henrique, é um ex-futebolista brasileiro que atuava como zagueiro.

## Carreira
Sua carreira iniciou-se nas categorias de base no Grêmio, quando integrou a equipe profissional, em uma fase apelidada de "Grêmio Show", ajudou o time a sagrar-se tetracampeão gaúcho ao lado dos meio-campistas Valdo e Cristóvão, do atacante Cuca e do treinador Otacílio Gonçalves.
Henrique obteve destaque e foi convocado para a Seleção Brasileira sub-20, onde ganhou a Copa do Mundo da categoria jogando com futuros craques do futebol Brasileiro como Romário, Neto e Taffarel.
Mais tarde, foi emprestado à Portuguesa de Desportos e teve uma passagem pelo União São João de Araras, quando atuou junto do ainda jovem lateral Roberto Carlos. O futebol sério e firme do zagueiro então chamou a atenção do lendário presidente corintiano Vicente Matheus.
Para contratá-lo, o Corinthians em definitivo abriu cedeu três atletas ao time de Araras: o volante Jairo, o zagueiro Guinei e o atacante Marcos Roberto. Henrique se firmou no Corinthians e foi peça importante do elenco alvinegro entre 1992 e 1997. Nesse período fez duplas com Marcelo Djian, Célio Silva, Gralak, Pinga, Antônio Carlos e outros.
Apesar de oscilar períodos como titular e reserva, o zagueiro sagrou-se campeão da Copa do Brasil de 1995, dos Campeonatos Paulistas de 1995 e de 1997, da Taça Bandeirantes de 1994 e do Torneio Ramón de Carranza de 1996.
Após encerrar sua carreira de jogador profissional em 1999, depois de curtas passagens por Tokyo Verdy e Botafogo-SP, Henrique voltou à sua cidade natal, onde vive da renda do aluguel de imóveis.

## Prisão em 1987
Em julho de 1987, durante uma excursão à Suíça realizada pelo Grêmio, Henrique Arlindo Etges (junto com Cuca, Fernando Luís Castoldi e Eduardo Henrique Hamester) foram acusados do estupro coletivo da menor de 13 anos Sandra Pfäffli no apartamento 204 do Hotel Metrópole em Berna.
Após sair do hotel, a jovem foi à delegacia prestar queixas contra os jogadores. Conforme publicado pelo Jornal Blick de Zurique, a menina deu o seguinte relato aos policiais: "…primeiro os quatro jogadores brasileiros expulsaram do apartamento os dois amigos que me acompanhavam e então os quatro avançaram sobre mim. Três me seguraram, enquanto o outro me violentava. Então veio um segundo brasileiro e me violentou também. Eu tenho medo de ficar grávida, eu não tomo anticoncepcionais".
Algumas horas depois de receber a queixa da jovem, a polícia foi até o hotel onde a delegação do Grêmio estava hospedada e levou os quatro jogadores para depor. Conforme a versão dos jogadores, ela parecia ter mais de 18 anos e entrara no quarto deles tirando a blusa para que lhe dessem uma camisa do Grêmio. Assim, na visão deles, o que aconteceu foi consensual e provocado por ela. Além disso, o resultado dos exames de corpo de delito em Sandra, contudo, não comprovou qualquer marca de violência, dando ênfase à tese de que a relação sexual foi consensual, o que derrubou a acusação de estupro.
Ainda assim, no entanto, os jogadores foram enquadrados no artigo 187 do Código Penal da Suíça, já que a Lei Suíça considerava crime manter relações sexuais com menores de 16 anos. Cuca e Fernando não foram reconhecidos pela menina e, por conta disso, poderiam ser libertados após pagamento de fiança, caso o juiz chegasse a estabelecer um valor. O advogado de Sandra, entretanto, desmente que ela não os reconheceu, em entrevista dada em 2023.
À época, o advogado Luís Carlos Silveira Martins, contratado pelo Grêmio para cuidar do caso, deu a seguinte declaração ao jornal Zero Hora, publicada no dia 31 de agosto de 1987: "… um dos jogadores manteve relação sexual completa, outro apenas sexo oral, enquanto um terceiro fez carícias e o quarto foi um "voyeur" conivente: apenas olhou".
Após os quatro ficarem detidos por menos de trinta dias, foram liberados e voltaram ao Brasil, sendo bem recebidos por parte da imprensa e torcida gaúcha, inclusive colorados (que atacaram a vítima com ofensas e críticas, principalmente Paulo Sant'Ana, Wianey Carlet e Lauro Quadros). No dia 15 de agosto de 1989 os atletas foram condenados a 15 meses de prisão em regime aberto e a uma multa de US$ 8 mil cada, mas nunca cumpriram a pena, pois não retornaram para a Suíça e após 15 anos sem o cumprimento da sentença, expirou-se a condenação.

## Títulos
Grêmio
- Campeonato Gaúcho: 1985, 1986, 1987, 1988

Corinthians
- Copa do Brasil: 1995
- Campeonato Paulista: 1995,[22] 1997
- Copa Bandeirantes: 1994
- Troféu Ramón de Carranza: 1996

Brasil Sub-20
- Copa do Mundo Sub-20: 1985